# 神話学
神話学（しんわがく、英語：mythology、mythography）とは、神話および神話に関連する事項についての学問である。

## 概要
フィールドワークもしくは文献に基づいて神話を採録し、個々の神話をその民族における神話体系としてまとめること（記述神話学）から始まり、神話の内容・形式の諸種の方法論による解釈・分析・分類、神話の発生や変化とその法則を明らかにしようとする学問である。また、各神話体系または神話全般の基礎となる宗教・信仰・習俗・心理の解明を行う。
異なる神話（体系）の間の比較研究も行われており、これは比較神話学とよばれる。比較神話学は、フリードリヒ・マックス・ミュラーのように、比較言語学と連動して発展してもいる。
関連する分野には歴史学・考古学、心理学、宗教学、言語学、文献学、社会学、民族学・文化人類学、民俗学、物語論（物語学）・文学理論などがあり、現代ではこれら諸分野を基礎にして神話を対象とするアプローチ全般が神話学であるということもできる。
英語では「神話学」に当たる言葉としてMythologyとMythographyの二つがある。前者は神話体系（個別神話ではない）のことを指す場合が多い。後者は本来、このような神話体系を記述・編纂すること（記述神話学）を指すが、現代では神話学一般を指す用語ともなっている。
歴史的に神話研究の重要な取り組みは、ジャンバッティスタ・ヴィーコ、フリードリヒ・シェリング、フリードリヒ・フォン・シラー、カール・グスタフ・ユング、ジークムント・フロイト、リュシアン・レヴィ＝ブリュール、クロード・レヴィ＝ストロース、ノースロップ・フライらによってもたらされた。

## 古代の神話学
どの民族でも古い時代には（現代でもあるが）神話がそのまま信じられ信仰の基礎となっていたが、時代が下るとともにこれを合理的に解釈する傾向が出てくる。
古くは古代ギリシャ（紀元前6世紀頃から）で、神話を寓喩的・象徴的に解釈する考え方、あるいは偉人を神格化した歴史叙述と見る考え方が現れた。
神話の批判的解釈はソクラテス以前の哲学者まで遡ることが出来る。エウヘメロスは初期の重要な神話学者であり、彼は歴史的事実の変質が神話となったと唱えた。

### プラトン学派
プラトンは『パイドロス』にてこれを批判し、またプラトンは『国家』で詩人が語る神話は教育上害悪だとする詩人追放論を展開したが、一方で多種の神話を著作中に引用している。
プラトン派ではより深く包括的な洞察が行われた。例えばサルティウス(en)は神話を5つの種類に分けた。
1. 神学的
2. 物理的（または自然の法則との関連）
3. アニマスティック（または魂との関連）
4. 物質的
5. 上記の混合

である。この考え方は神話研究の嚆矢となった。
その後のプルタルコス、ポルピュリオス、プロクロス、オリュンピオドロス、ダマスキオスらプラトン派の思想家も伝統的な神話やオルペウス神話の象徴を明白に解釈する著述を行った。

## 中世の神話学
ルネサンス期には多神教の神話へ再び関心が向けられ、16世紀には『Theologia mythologica』（1532年）のような神話に関する書籍が著された。また、イタリア・ナポリの哲学者ジャンバッティスタ・ヴィーコは神話研究を行っている。

## 近代の神話学
神話を対象とするヨーロッパでの近代的研究は17世紀終わりから始まり、19世紀中葉に至って本格的に展開するようになり、いくつかの研究の流れが現れた。
19世紀の考えでは神話は失われたり時代遅れであったりする思考として扱われたが、一方で神話は近代科学に相当する原始的な概念という解釈も行われた。インド・ヨーロッパ語族の比較言語学の進展に伴って、この言語を用いる地域の各神話が研究され、もっぱら言語学的要素を重視した神話研究が進展した。
フリードリヒ・マックス・ミュラーは神話を「言語疾病」と呼び、抽象的表現や中性的に捉える概念が言語上で充分に発達していなかったために創られた、そのため擬人的な何かに語らせたり、自然現象そのものを神のような意思を持つ存在と認識するような手段で概念を捉え言語化したと考えた。
E.B.タイラー(en)の解釈では、神話とは、人智の及ばぬ自然の法である自然現象を文章として説明する試みだったと言い、それはやがてアニミズムに繋がる無生物に霊魂を見出す古代人の試みと考えられた。テイラーは、このような人間の思考が様々な段階を踏んで神話的な解釈から科学的な考察へ進歩したと主張した。これにはあまり同調する学者はおらず、リュシアン・レヴィ＝ブリュールは「原始的な知性というものは人の精神状態そのものであり、歴史的な発展をする段階などではない」と反駁した。
ほかに、ヴィルヘルム・ヴントの民族心理学、デュルケームの社会学、ジェームズ・フレイザーらの民俗学によるものなどがある。
人類学者のジェームズ・フレイザーは、神話とはそもそも自然の法則を誤訳した魔術的な儀式をさらに誤って解釈したものとみなした。彼は、人間は不可思議な事象を客観的な魔術的法則とみなし、それが願望を聞き届けるような性格ではないと判ると自然法則とみなすことを諦め、なにかしらの神が自然を制御していると思うようになり、それが神話への傾倒に繋がったと主張した。この過程において、伝統的に行われてきた儀式を神話の出来事の再現する行動だと再解釈して続けるようになるとも述べた。しかし最終的に人類は、自然とは自然の法則に従っているのだと認識し、そして科学を通じてその法則を見つけるようになり、神話は時代遅れなものへと押しやられてゆくと言い、フレイザーはこの一連の過程を「魔法に発し、宗教を通じて科学へ至る」と表現した。また彼は世界中に数ある神話の部分類似点に着目し、進化論的な普遍化を施した。ただしこれは強引な手法との批判がなされた。
神話学の人文社会科学的な発展に伴って、神話はそれ自体の信憑性を失うことになった。19世紀後半には社会文化的進化論を基礎に置き、神話は未開状態の習俗から発生したものとみなすアンドルー・ラングなどが現れた。

## 20世紀の神話学
20世紀に入ると、前世紀の神話研究における主要な考えであった神話と科学の対立という見方は否定され、種々の観点から神話に対して膨大な研究が行われ、神話学は広い学問分野となった。一般に、「20世紀の理論は、神話を時代遅れの疑似科学とはみなさない傾向にあり、科学を理由に神話を無視するようなことはしない」と述べてられている。神話研究にも構造主義人類学や心理学からのアプローチが行われた。レオ・フロベニウスなどドイツの民族学者たちが世界中の神話を収集し、分布や文化史上の意義を定めた、ほかに代表的なものとしては、ジョルジュ・デュメジルらによる比較言語学的な比較神話研究、クロード・レヴィ＝ストロースの文化人類学からの研究などがある。
神話収集に寄与したドイツの民族学者アードルフ・イェンゼンは農作物の始原を語る神話の一種「ハイヌヴェレ型神話」と初期栽培民分化の関連性に、さらに儀礼のタイプを考慮に加えてひとつの一貫した世界像を洗い出した。この世界像を基礎に据えて初めて、各神話や儀礼を正確に解釈できるとイェンゼンは主張した。イェンゼンの理論は日本の神話学者大林太良にも影響を与えている。
ヘルマン・バウマンはイェンゼンと逆に、各創世神話に見られる宇宙観に着目した。このような世界観を構築するには、それぞれの文化がある程度発達していなければならず、バウマンは過去の研究者が未開状態の人類が創った神話から順を追ったのに対し、高い文化社会の神話を分析の対象とした。これによって、高文化地域の神話が周辺の未開社会へ影響を与えることが明らかとなった。
カール・ユングは、心理学と神話研究を結び付け、すべての人間は生まれながらの心理的な力を無意識に共有する（集合的無意識）と主張し、これを「元型」と名づけた。彼は、異文化間の神話に見られる類似性から、このような普遍的な原型が存在することを明らかにできると考え、この元型が表現された一つの形態が神話だと論じた。
さらに、ユングとの関係が深いカール・ケレーニイはギリシア神話を中心に、宗教学・文芸批評の知見に基づく研究を行った。なおユングとケレーニイは、ミルチャ・エリアーデを中心とする比較宗教学の研究者たちとも、エラノス会議で交流があった。
クロード・レヴィ＝ストロースも構造主義の立場にたって、神話は心の有り様を反映したものだと唱えた。ただし無意識や衝動ではなく明確な精神機構、特に対立する神話素の組み合わせである二項対立があると考えた。

比較神話研究からは、異なる神話（体系）に共通する神話類型やモチーフ（神話素）が明らかにされ、民族学的な関係の有無や心理的基盤に関しても多く議論されている。
ジョーゼフ・キャンベルは、神話第一の機能は「神秘な存在に対する畏敬の念を想起させ支持させる」ことにあり、さらに「各個人に自己の精神を現実的に秩序づけるよう導く」ことに役立つと言及した。

## 日本の神話学
日本では、比較神話学の観点から、高木敏雄(1876-1922)が昭和18年に『日本神話伝説の研究』(平凡社東洋文庫、全二巻)にまとめられた研究をすすめた。高木は柳田國男や折口信夫らとも交流があり、柳田・折口らによる民俗学においても日本神話の研究が展開した。日本の神話学においてはほかに松村武雄、松本信広、三品彰英らの研究がある。
戦後の代表的な研究者には、大林太良、吉田敦彦、松村一男らがいる。